# 트랜스포터: 리퓰드
《트랜스포터: 리퓰드》(프랑스어: Le Transporteur : Héritage, 영어: The Transporter: Refueled)는 2015년 공개된 프랑스와 중국의 합작 액션 영화이다. 2008년 공개된 《트랜스포터: 라스트 미션》의 리부트 작품이다. 에드 스크라인이 새로운 프랭크 마틴 역으로 정해졌으며 감독은 이전 《브릭 맨션: 통제불능 범죄구역》(2014)로 감독에 데뷔했던 카미유 들라마르이다.

## 출연
- 에드 스크라인 - 프랭크 마틴
- 레이 스티븐슨 - 프랭크 마틴 시니어
- 로안 샤바놀 - 애나
- 개브리엘라 라이트 - 지나
- 타티아나 파이코비치 - 마리아
- 위원샤 - 차오
- 노에미 르누아르 - 메사